# 撤回 (論文)
論文の撤回（てっかい、英: Retraction）とは、学術雑誌で出版した論文を撤回する（取り下げる）ことである。

## 基準
論文を撤回するのは、その論文のデータや結論を応用や開発、あるいは研究に利用するのが不適当だからである。この場合、論文に捏造、 改竄 、重大な間違いがあることが多い。また研究倫理に違反する文章の盗用や重複出版だと、研究公正の観点で論文は撤回される。

### エルゼビア
エルゼビア社の方針では、投稿された論文を変更する措置に「取り下げ」、「差し替え」、「撤回」、「削除」の4種類がある。このうち、論文の「撤回」は、次のように説明されている。

### 出版規範委員会 (COPE)
出版規範委員会 (COPE) の論文撤回ガイドラインでは、出版された論文を変更する措置に論文の「撤回 (retraction)」、「訂正 (correction)」、「懸念表明 (expression of concern)」の3種類がある。
次の場合、論文撤回を考慮すべきとしている。
- 発見が信頼できない明白な証拠（データ捏造など）、あるいは、誠実な間違い（計算間違いや実験エラーなど）。
- 既に出版されていた発見を適切な引用、許可、理由なく論文に記載。
- 盗用。
- 倫理に反する (unethical) 記載。

## その他
学術雑誌の編集長、著者、著者の所属機関のいずれかが、論文撤回の決定・依頼をする。
撤回された論文は、パブメドなどの論文データベースでは「撤回 (Retracted)」の注意書きが付く。学術雑誌が紙媒体の場合、撤回論文は告知される。電子媒体の場合、ウェブ上の論文そのものに「撤回 (Retracted)」の透かしがつけられる。ただしこれらは徹底していない。通常、ウェブ上の撤回論文は削除されない。
撤回監視 (Retraction Watch) ウェブサイトが撤回論文を記録し分析している。
厳密な学術誌『環境衛生の観点』によれば、論文撤回には時に進歩の余地があり、それは撤回が専門家以外の世論に起因することもあるからであるという。

## 撤回された論文の事例
- 小保方晴子らによる2014年のSTAP細胞論文[4][5]。別論文からの画像の使い回し(データ捏造)と電気泳動画像の加工(データ改竄)が確認されたことから研究不正と認定され、論文が撤回されるに至った。